# Parorthocladius tridentifer
Parorthocladius tridentifer är en tvåvingeart som beskrevs av Makarchenko 1977. Parorthocladius tridentifer ingår i släktet Parorthocladius och familjen fjädermyggor. Inga underarter finns listade i Catalogue of Life.